# Is This It
Is This It ist das Debütalbum der US-amerikanischen Rockband The Strokes. Es wurde im Juli 2001 veröffentlicht und zählt zu den bedeutendsten Alben der zeitgenössischen Rockmusik.

## Entstehung und Veröffentlichung
Gitarrist Nick Valensi lernte Julian Casablancas bereits während seiner Zeit auf der New Yorker Dwight School kennen. Während ihrer Schulzeit freundeten sich beide auch mit dem Schlagzeuger Fabrizio Moretti und dem Bassisten Nikolai Fraiture an, als letztes Mitglied folgte 1998 der Gitarrist Albert Hammond junior, Sohn des Musikers Albert Hammond. Im Herbst 2000 fiel eine Demoaufnahme ihrer ersten Lieder in die Hände des Bookers Ryan Gentles, der sie für vier Auftritte im Dezember unter Vertrag nahm. Diese Auftritte hinterließen einen nachhaltigen Eindruck; Ryan Gentles kündigte seine alte Arbeitsstelle und wurde Manager der Strokes. Im März 2001, kurz nach der Veröffentlichung des Debüt-EP The Modern Age, verhalf er ihnen zu einem Plattenvertrag mit RCA Records. In den folgenden Wochen nahmen The Strokes das Album Is This It auf.
Die Erstveröffentlichung von Is This It erfolgte am 29. Juli 2001 bei RCA Records. Das Album erschien in seiner Originalausführung als CD (Katalognummer: 07863 680452) mit LP (Katalognummer: 07863 68045-1) mit elf Titeln. Am 8. Oktober 2002 erschien eine Deluxeversion mit einer Bonus-DVD (Katalognummer: 74321 95450 2).
Geschrieben wurden alle Lieder alleine von The-Strokes-Frontmann Julian Casablancas. Für die Produktion zeichnete allein Gordon Raphael verantwortlich.

## Stil
Bereits auf Is This It sind Einflüsse von The Velvet Underground, die Julian Casablancas später eine seiner Lieblingsbands nannte, und der Ramones zu hören.

## Titelliste
1. Is This It – 2:34
2. The Modern Age – 3:32
3. Soma – 2:37
4. Barely Legal – 3:58
5. Someday – 3:07
6. Alone, Together – 3:12
7. Last Nite – 3:17
8. Hard to Explain – 3:47
9. New York City Cops – 3:36
10. Trying Your Luck – 3:27
11. Take It or Leave It – 3:16

Anmerkungen
New York City Cops fehlt in der US-amerikanischen Veröffentlichung des Albums. Grund waren die Terroranschläge am 11. September 2001. Ersetzt wurde er durch den Titel When It Started (2:57).

## Rezeption
Der Allmusic Guide sah die Ursprünge der Strokes im vom Punk beeinflussten New York der späten 1970er Jahre:

“On the Modern Age EP, singles like Hard to Explain, and their full-length debut, Is This It, the N.Y.C. group presents a pop-inflected, second-generation take on late-'70s New York punk, complete with raw, world-weary vocals, spiky guitars, and an insistently chugging backbeat.”

„Auf dem Modern-Age-EP, Singles wie Hard to Explain und ihrem Debütalbum Is This It präsentiert die New Yorker Gruppe einen pop-inspirierten späten Rückgriff auf den New Yorker Punk der späten 70er-Jahre, komplett mit rohem, lebensüberdrüssigem Gesang, spitzen Gitarren und einem beharrlich dahintuckernden Rhythmus.“

Als ein Album, das den Garage Rock und Post-Punk der 1970er Jahre wieder aufleben ließ, gilt Is This It auch als maßgebliche Vorlage für später erfolgreiche Bands wie die Arctic Monkeys:

„Ohne Strokes keine Libertines, kein Franz Ferdinand, keine Kings of Leon, keine Arctic Monkeys.“

Im Rolling Stone bekam das Album vier von fünf Punkten, der Allmusic Guide wählte es zum AMG Album Pick.
Der New Musical Express wählte Is This It auf Platz 4 der 500 besten Alben aller Zeiten und auf Platz 1 der 100 besten Alben der 2000er Jahre. Der Song Hard to Explain belegt Platz 3 der 100 besten Songs des Jahrzehnts.
Das Magazin Rolling Stone führt es auf Platz 199 der 500 besten Alben aller Zeiten und auf Platz 2 der 100 besten Alben der 2000er.
In der Auswahl der 200 besten Alben des Jahrzehnts von Pitchfork Media belegt Is This It Platz 7. Der Song Someday erreichte Platz 53 der 200 besten Songs der Dekade. Die Zeitschrift Spin wählte Is This It auf Platz 18 der 125 besten Alben aus dem Zeitraum 1987–2012. Das Album wurde 2006 von den Lesern der Zeitschrift Visions in die Auswahl der 150 Platten für die Ewigkeit gewählt.
Is This It gehört zu den 1001 Albums You Must Hear Before You Die.

## Kommerzieller Erfolg

### Chartplatzierungen
In den Billboard-Charts erreichte das Album Platz 33, in der deutschen Hitparade Platz 28. In Großbritannien, Norwegen, Schweden und Australien erreichte es jeweils die Top 5 der Landescharts.
| ChartsChartplatzierungen       | Höchstplatzierung | Wochen |
| ------------------------------ | ----------------- | ------ |
| Deutschland (GfK)              | 28 (13 Wo.)       | 13     |
| Österreich (Ö3)                | 35 (11 Wo.)       | 11     |
| Schweiz (IFPI)                 | 86 (2 Wo.)        | 2      |
| Vereinigte Staaten (Billboard) | 33 (58 Wo.)       | 58     |
| Vereinigtes Königreich (OCC)   | 2 (59 Wo.)        | 59     |

| ChartsJahrescharts (2001)    | Platzierung |
| ---------------------------- | ----------- |
| Vereinigtes Königreich (OCC) | 71          |

| ChartsJahrescharts (2002)      | Platzierung |
| ------------------------------ | ----------- |
| Vereinigte Staaten (Billboard) | 105         |
| Vereinigtes Königreich (OCC)   | 82          |

### Auszeichnungen für Musikverkäufe
| Land/Region                  | Auszeichnungen für Musikverkäufe (Land/Region, Auszeichnung, Verkäufe) | Verkäufe  |
| ---------------------------- | ---------------------------------------------------------------------- | --------- |
| Australien (ARIA)            | 2× Platin                                                              | 140.000   |
| Dänemark (IFPI)              | Platin                                                                 | 20.000    |
| Japan (RIAJ)                 | Gold                                                                   | 100.000   |
| Kanada (MC)                  | Platin                                                                 | 100.000   |
| Neuseeland (RMNZ)            | Platin                                                                 | 15.000    |
| Schweden (IFPI)              | Platin                                                                 | 40.000    |
| Vereinigte Staaten (RIAA)    | Platin                                                                 | 1.000.000 |
| Vereinigtes Königreich (BPI) | 2× Platin                                                              | 600.000   |
| Insgesamt                    | 1× Gold · 9× Platin ·                                                  | 2.015.000 |